# Clelia equatoriana
Espèce
Synonymes
- Barbourina equatoriana Amaral, 1924

Clelia equatoriana est une espèce de serpents de la famille des Dipsadidae.

## Répartition
Cette espèce se rencontre en Équateur, en Colombie, au Panamá et au Costa Rica.

## Description
L'holotype mesure 300 mm.

## Étymologie
Cette espèce est nommée en référence au lieu de sa découverte, l'Équateur.

## Publication originale
- Amaral, 1924 : New genus and species of South American snakes contained in the United States National Museum. Journal of the Washington Academy of Sciences, vol. 14, no 9, p. 200-202 (texte intégral).